# 크림 (밴드)
크림(Cream)은 1966년 런던에서 결성된 영국의 록 슈퍼그룹이다. 밴드는 베이시스트 잭 브루스, 기타리스트 에릭 클랩튼, 드러머 진저 베이커로 구성되어 있었다. 브루스가 주된 작곡가이자 보컬을 맡았으며, 클랩튼과 베이커도 일부 곡 작업에 참여했다. 이전에 성공적인 밴드 활동을 했던 멤버들로 구성된 크림은 일반적으로 최초의 슈퍼그룹으로 널리 평가받고 있다. 이들은 각 멤버의 뛰어난 연주 실력으로 높은 평가를 받았다.
크림은 약 3년에 불과한 짧은 활동 기간 동안 네 장의 음반 《Fresh Cream》 (1966년), 《Disraeli Gears》 (1967년), 《Wheels of Fire》 (1968년), 《Goodbye》 (1969년)를 발표하였다. 《Disraeli Gears》부터는 프로듀서이자 다악기 연주자인 펠릭스 파팔라디가 스튜디오 작업에 참여하였다. 크림의 음악은 블루스 록, 사이키델릭 록, 하드 록 등 다양한 록 스타일을 아우르며, 전 세계적으로 1,500만 장 이상의 음반 판매고를 올렸다. 세 번째 음반인 《Wheels of Fire》 (1968년)는 최초로 플래티넘 인증을 받은 더블 음반이다. 이들은 〈Sunshine of Your Love〉 (1967년), 〈White Room〉(1968년) 등의 싱글로 국제적인 히트를 기록했다.
브루스와 베이커 사이의 긴장으로 인해 밴드는 1968년 5월에 해체를 결정하게 되었다. 그러나 밴드는 마지막 음반 《Goodbye》를 제작하고 투어를 진행하라는 설득을 받아들였고, 이는 1968년 11월 25일과 26일, 로열 앨버트 홀에서 열린 두 차례의 고별 공연으로 마무리되었다. 이 공연은 촬영되어 극장에서 상영되었으며, 이후 1977년에 《Farewell Concert》라는 제목의 홈 비디오로 출시되었다. 브루스는 2014년에, 베이커는 2019년에 사망했으며, 클랩튼만이 밴드의 마지막 생존 멤버로 남아 있다.
1993년, 크림은 로큰롤 명예의 전당에 헌액되었다. 이들은 《롤링 스톤》과 VH1이 선정한 "역사상 가장 위대한 아티스트 100" 명단에 각각 67위와 61위로 이름을 올렸다. 또한 VH1이 선정한 "하드 록을 대표하는 아티스트 100"에서는 16위에 올랐다.

## 음반 목록
- 1966년 《Fresh Cream》
- 1967년 《Disraeli Gears》
- 1968년 《Wheels of Fire》
- 1969년 《Goodbye》